# سفاماندول
سفاماندول(به انگلیسی: Cefamandole یا cephamandole) (INN) یک آنتی بیوتیک سفالوسپورینی وسیع الطیف نسل دوم است. این دارو علیه باکتری‌های گرم مثبت و منفی فعال است.